# Mouhssine Lahsaini
Mouhssine Lahsaini (23 d'agost de 1985) és un ciclista marroquí. Del seu palmarès destaca la Volta al Marroc de 2011 i el campionat africà en contrarellotge de 2016.

## Palmarès
- 2006
  - Vencedor d'una etapa al Tour de Faso
  - Vencedor d'una etapa a la Volta al Marroc
- 2007
  - Medalla als Jocs Panàrabs en ruta
  - Vencedor d'una etapa al Tour de Faso
- 2009
  - Vencedor d'una etapa al Tour de Faso
  - Vencedor de 2 etapes al Tour de Ruanda
- 2010
  -  Campió del Marroc en contrarellotge
  - 1r a la H. H. Vice-President's Cup
  - 1r al Tour de Mali
  - 1r al Gran Premi Sakia El Hamra
- 2011
  - Medalla als Jocs Panàrabs en contrarellotge per equips (amb Abdelati Saadoune, Smaïl Laâyoune i Adil Reda)
  -  Campió del Marroc en contrarellotge
  - 1r a la Volta al Marroc i vencedor d'una etapa
- 2012
  -  Campió del Marroc en contrarellotge
  - 1r a la Challenge Youssoufia
- 2014
  - 1r al Critèrium International de Sétif
  - 1r al Gran Premi Oued Eddahab
  - 1r al Trofeu de l'Aniversari
- 2015
  - 1r al Tour de la Costa d'Ivori i vencedor d'una etapa
  - 1r al Tour de Faso
  - 1r al Gran Premi Chantal Biya
  - 1r a la Challenge Khouribga
- 2016
  - Campió d'Àfrica de contrarellotge
  - 1r al Trofeu de la Casa Reial